# Липово (Кингисеппский район)
Ли́пово (фин. Pärspää) — деревня в Усть–Лужском сельском поселении Кингисеппского района Ленинградской области.

## История
Впервые упоминается в писцовых книгах Шелонской пятины от 1571 года как сельцо Липово в Ямском Окологородье.
Согласно шведским «Балтийским писцовым книгам» (Baltiska Fogderäkenskaper) деревня носила названия: Pernispä (1582), Pärnespää (1584), Pernäspee (1585), Pernäspee (1586), Pärnespä (1589).
Затем упоминается как деревня Lipouä eller Perness Pää by — 25 обеж, в шведских писцовых книгах 1618—1623 годов.
На карте Ингерманландии А. И. Бергенгейма, составленной по шведским материалам 1676 года, она обозначена как деревня Peruispä.
На шведской «Генеральной карте провинции Ингерманландии» 1704 года — как Lepova Pernispä.
Она же на «Географическом чертеже Ижорской земли» Адриана Шонбека 1705 года — как деревня Бобых.
На карте Санкт-Петербургской губернии Я. Ф. Шмидта 1770 года упоминается как деревня Липово.
Деревня Липова нанесена на карте Санкт-Петербургской губернии 1792 года А. М. Вильбрехта.
На карте Санкт-Петербургской губернии Ф. Ф. Шуберта 1834 года обозначены две деревни Липова, а между ними Таможенная станция.

ЛИПОВО — деревня принадлежит графу Нессельроде, число жителей по ревизии: 99 м. п., 103 ж. п. (1838 год)

Согласно карте Ф. Ф. Шуберта в 1844 году деревня называлась Липова и состояла из 33 крестьянских дворов.
На этнографической карте Санкт-Петербургской губернии П. И. Кёппена 1849 года она обозначена как деревня «Pärspää», расположенная в ареале расселения ижоры. В пояснительном тексте к этнографической карте она записана как деревня Pärspää (Липово) и указано количество её жителей на 1848 год: савакотов — 21 м. п., 28 ж. п., ижоры — 105 м. п., 92 ж. п., всего 246 человек. Ижоры относились к православному Кейкинскому Петропавловскому приходу, савакоты — к лютеранскому приходу Косёмкина.

ЛИПОВО — деревня Ведомства государственного имущества, по просёлочной дороге, число дворов — 47, число душ — 135 м. п. (1856 год)

ЛИПОВО — деревня, число жителей по X-ой ревизии 1857 года: 140 м. п., 146 ж. п., всего 286 чел.

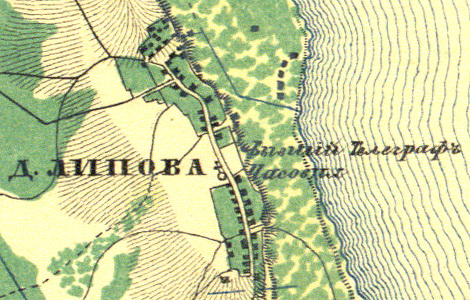
Деревня Липово на карте 1860 года

Согласно «Топографической карте частей Санкт-Петербургской и Выборгской губерний» в 1860 году деревня называлась Липова. В деревне находились бывший телеграф и часовня.

ЛИПОВО — деревня казённая при Финском заливе, число дворов — 44, число жителей: 158 м. п., 164 ж. п.; Часовня. (1862 год)

В 1867 году деревня принадлежала бывшим крестьянам графа Нессельроде. Число дворов составляло — 44, население: мужчин — 138. Усадебные угодья насчитывали 8 десятин, пахотные и луговые — 211 десятин, под лесом — 285 десятин. Всего: 506 десятин.

ЛИПОВО — деревня, по земской переписи 1882 года: семей — 67, в них 167 м. п., 193 ж. п., всего 360 чел.

Согласно материалам по статистике народного хозяйства Ямбургского уезда 1887 года усадьба при селении Остров, Выбьинская дача, пустоши Белозерская, Липовская и Гакковская общей площадью 1219 десятин принадлежали отставному унтер-офицеру Я. А. Абрамову, имение было приобретено частями в 1869, 1879 и 1885 годах за 10 272 рубля.

ЛИПОВО — деревня, число хозяйств по земской переписи 1899 года — 76, число жителей: 232 м. п., 244 ж. п., всего 476 чел.
 разряд крестьян: бывшие владельческие, народность: финская

В 1900 году, согласно «Памятной книжке Санкт-Петербургской губернии», 828 десятин земли при деревне Липово принадлежали наследникам крестьянина Якова Абрамова.
В конце XIX — начале XX века деревня административно относилась к Наровской волости 2-го стана Ямбургского уезда Санкт-Петербургской губернии. По приходским данным население деревни было исключительно ижорским.
По данным «Памятной книжки Санкт-Петербургской губернии» за 1905 год деревня принадлежала Липовскому сельскому обществу 1-го земского участка, а пустошь Липовская, а также пустоши Кондовская и Белозерская площадью 1350 десятин принадлежали «Обществу крестьян деревни Липово».
С 1917 по 1927 год деревня Липово входила в состав Липовского сельсовета Наровской волости Кингисеппского уезда.
Согласно данным переписи населения СССР 1926 года в деревне Липово проживали 578 человек — большинство ижоры, а также  финны, русские и эстонцы. Ещё 16 человек числились в колхозе деревни Липово.
С 1927 года в составе Котельского района.
С 1928 года в составе Курголовского сельсовета. В 1928 году население деревни Липово составляло 594 человека.

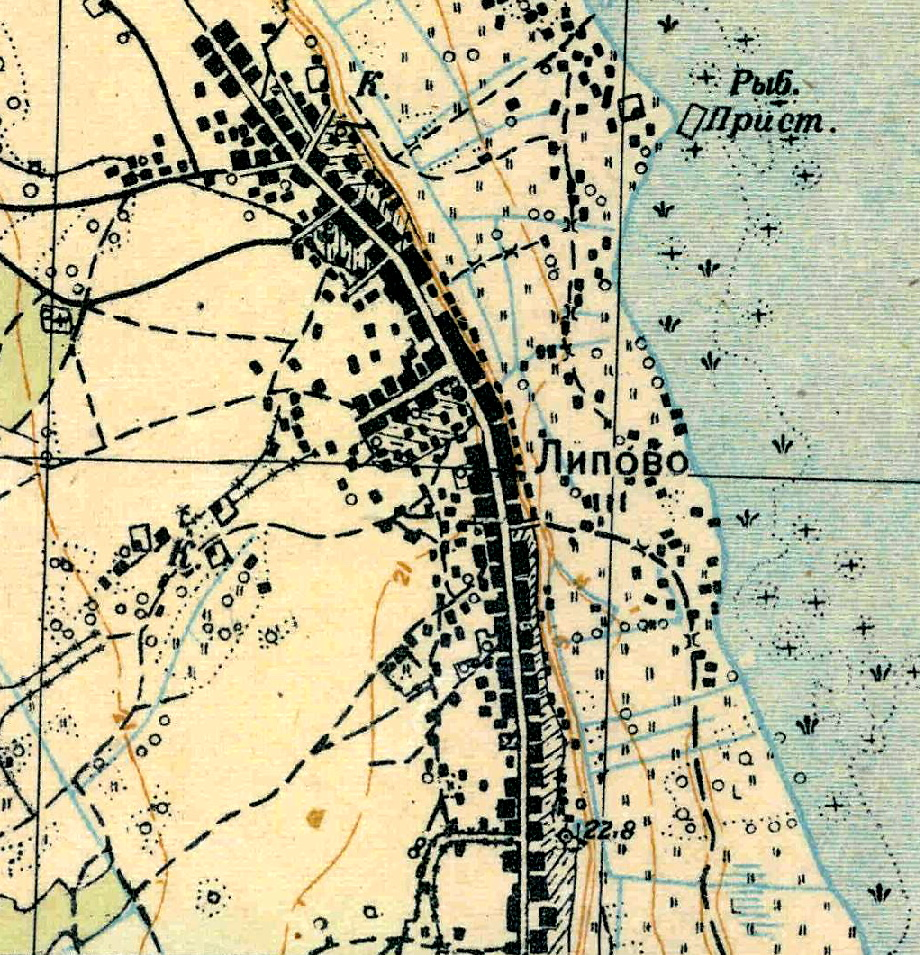
План деревни Липово. 1930 год

Согласно топографической карте 1930 года деревня насчитывала 111 дворов. К западу от деревни располагалась ветряная мельница.
С 1931 года в составе Кингисеппского района.
По административным данным 1933 года деревня называлась Липпово и входила в состав Курголовского ижорского национального сельсовета Кингисеппского района.
С 1939 года в составе Кракольского сельсовета.
C 1 августа 1941 года по 31 января 1944 года деревня находилась в оккупации.
В 1958 году население деревни Липово составляло 61 человек.
По данным 1966 и 1973 годов деревня Липово также находилась в составе Кракольского сельсовета.
По данным 1990 года деревня Липово входила в состав Усть-Лужского сельсовета Кингисеппского района.
В 1997 году в деревне проживали 3 человека, в 2002 году — 9 человек (русские — 78 %), в 2007 году — 8.

## География
Деревня расположена в северо-западной части района близ автодороги 41К-109 (Лужицы — Первое Мая).
Расстояние до административного центра поселения — 15 км.
Расстояние до ближайшей железнодорожной станции Усть-Луга — 19 км.
Деревня находится в северо-восточной части Кургальского полуострова.

## Демография
| 1862 | 2007 | 2010 | 2017 |
| ---- | ---- | ---- | ---- |
| 322  | ↘8   | ↗25  | ↘18  |

### Национальный состав
Согласно данным Всероссийской переписи населения 2021 года в деревне проживали 18 человек, все русские.

## Иллюстрации

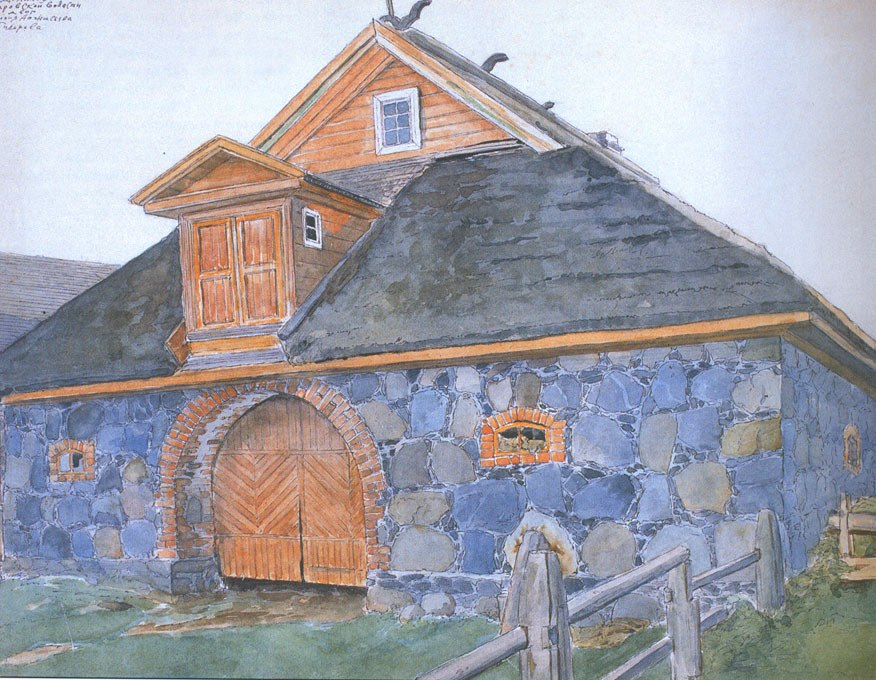
Каменный двор в деревне Липово. Акварель 1926 года
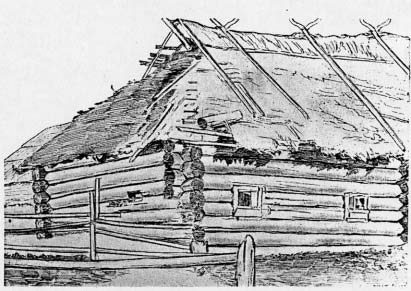
Изба 1854 года постройки в деревне Липово. Рисунок 1926 года

Деревня Липово. 2021 год
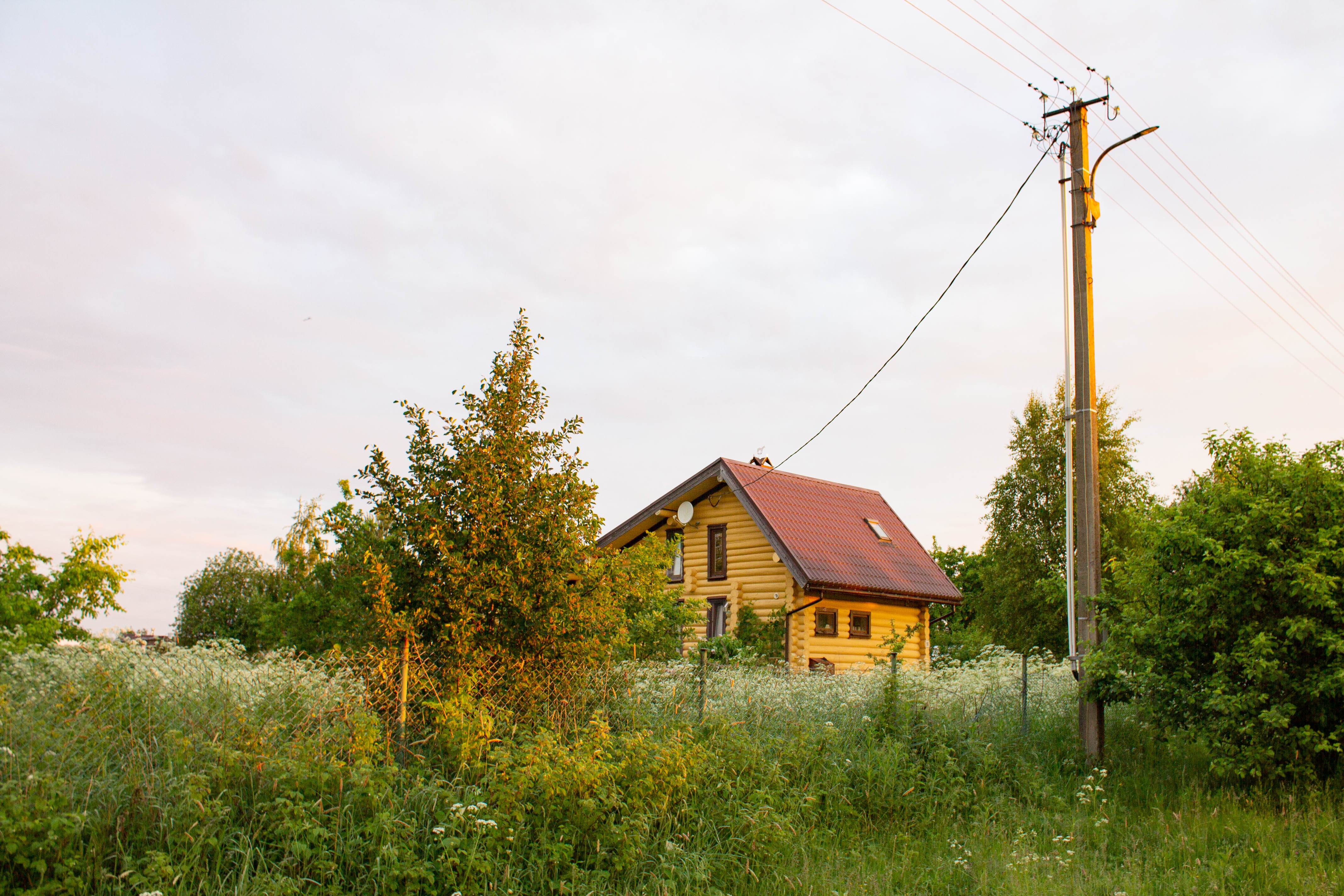
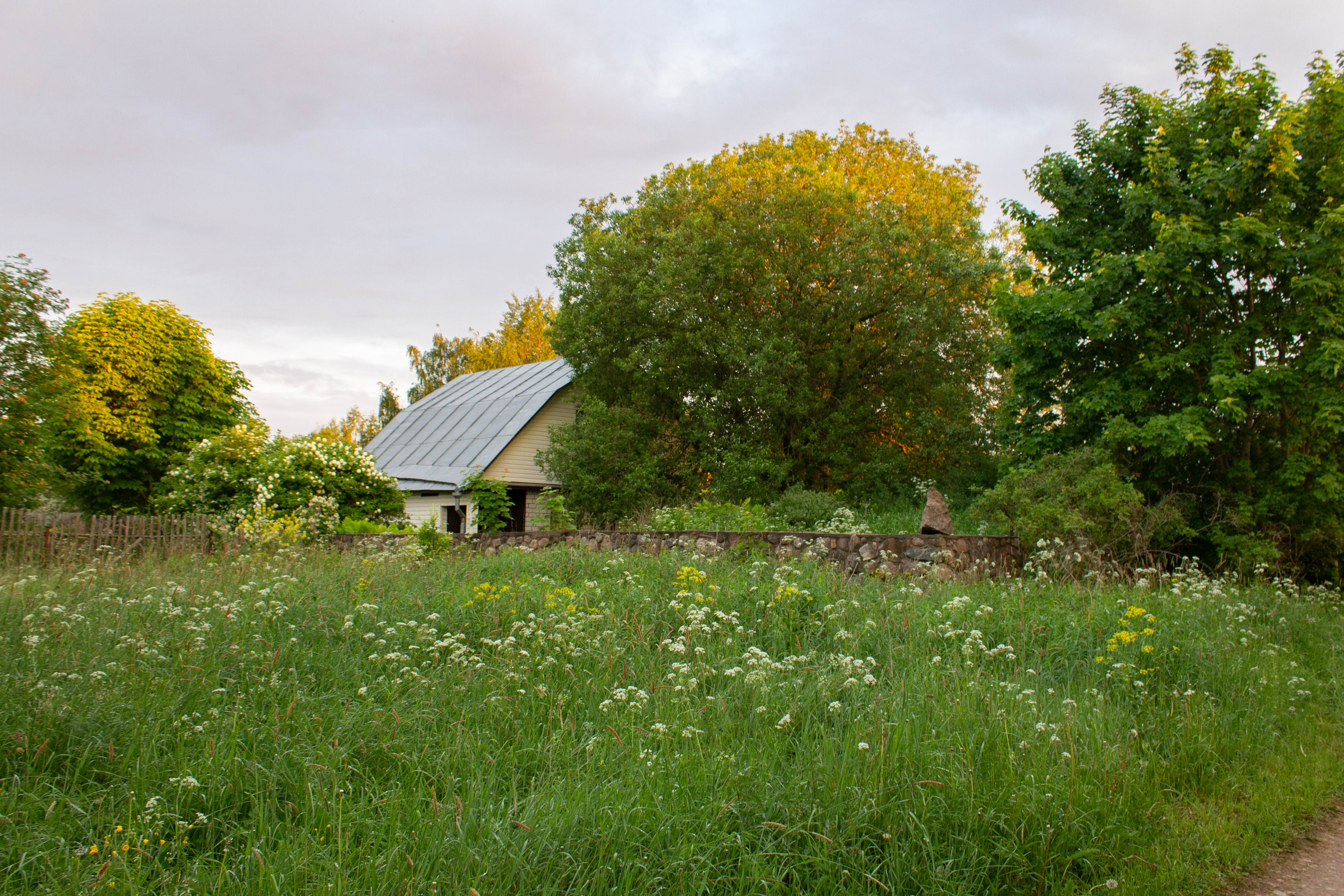
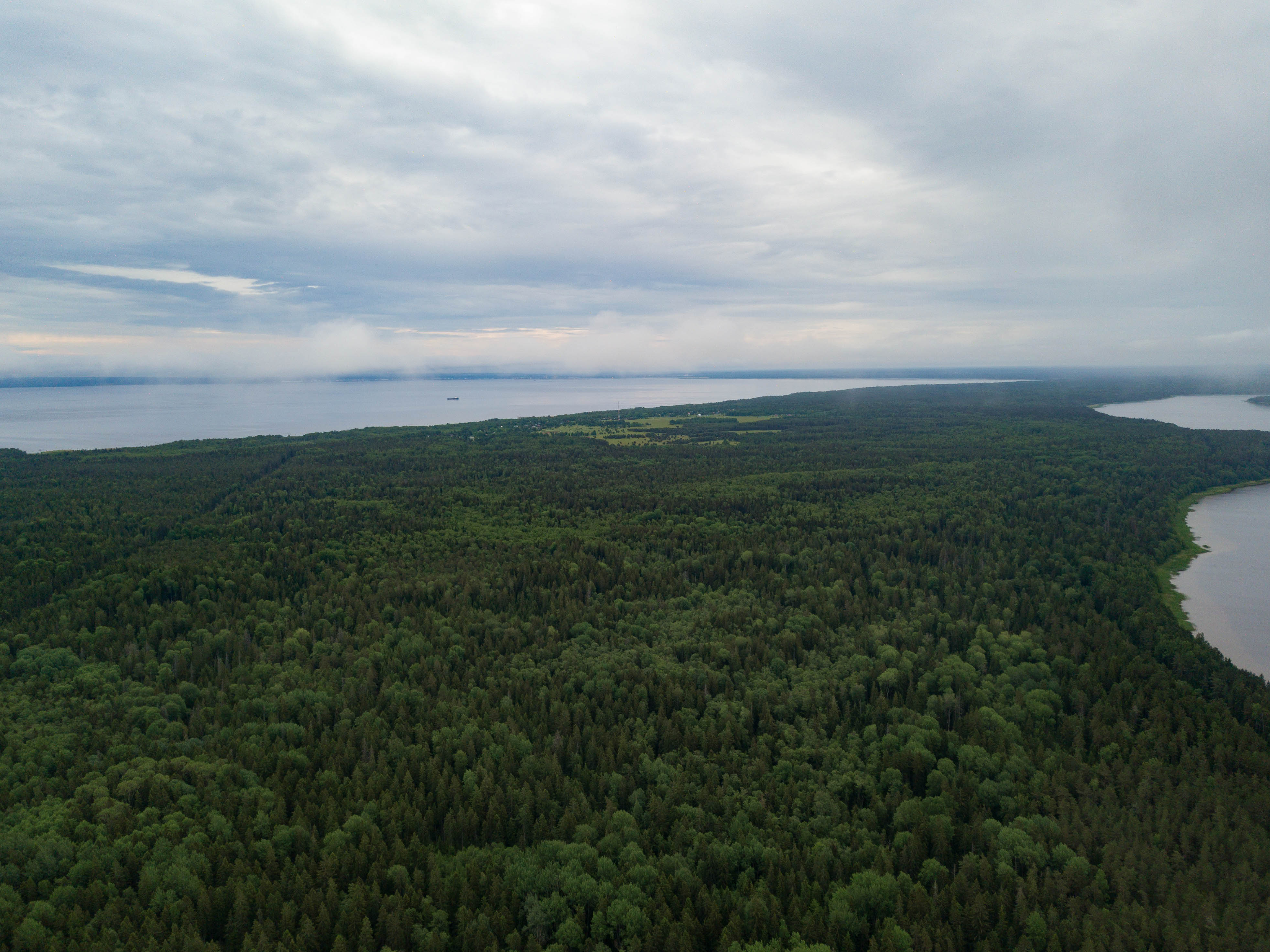
Вид сверху